# Mega Man Star Force 3
Mega Man Star Force 3, connu au Japon sous le nom de Shooting Star Rockman 3 (流星のロックマン3, Ryūsei no Rokkuman Suri), est un jeu vidéo d'action-RPG développé et édité par Capcom pour la console portable Nintendo DS au Japon le 13 novembre 2008 et aux États-Unis le 30 juin 2009. [4] Le jeu est commercialisé en deux versions : Black Ace (ブラックエース) et Red Joker (レッドジョーカー). Le gameplay est très similaire aux précédents jeux de la série Mega Man Star Force. Chacun comporte une couverture unique et des transformations de caractères uniques.

## Système de jeu
Mega Man Star Force 3 est un jeu d'action-RPG qui reprend le même système de jeu que les prédécents épisodes de la série Mega Man Star Force.